# Mareld

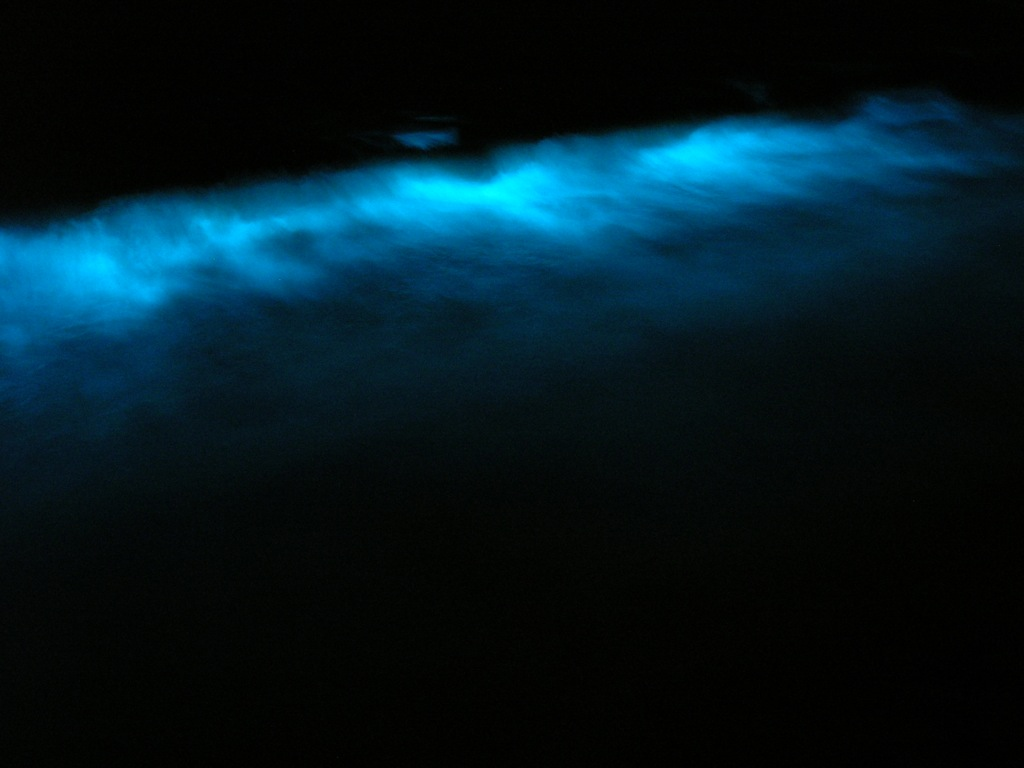
Mareld (dinoflagellater) vid vågbrytning.

Mareld är ett fenomen som orsakar ett turkost sken i havsvatten. Mareld orsakas av flera arter i olika organismgrupper, bland annat av planktonet dinoflagellat. Mareld är ett exempel på bioluminiscens. Dinoflagellater lyser upp när de känner sig hotade av till exempel småfisk, detta för att locka till sig rovfiskar som undsätter dem.

## Förekomst, ursprung
Om man nattetid badar när dessa organismgrupper finns i vattnet upplever man att vattnet lyser upp omkring en själv. Fenomenet är vanligast under sensommaren. Den vanligaste orsaken till mareld är mareldsflagellaten Noctiluca scintillans, som ingår i gruppen dinoflagellater, som i sin tur ingår i gruppen protister. Mareldsflagellater förekommer oftast i den övre delen av havet som är solbelyst.

## Etymologi
Termen mareld härstammar från fornnordiska, där mar betyder hav, ej mara. Den är besläktad med danska och norska morild, engelska mareel (Shetlandsdialekt), isländska maurildi och finska merituli. Det finns belagt i svenska språket sedan 1740.

## Utseende

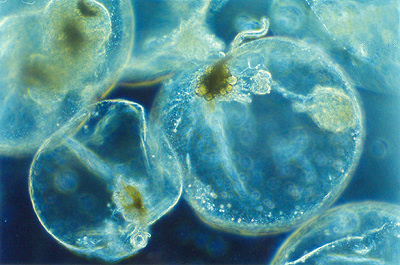
Mareldsflagellaten Noctiluca scintillans.

De största mareldsflagellaterna är 2 mm i diameter, men i Sverige förekommer sällan storlekar större än 1 mm. Mareldsflagellaterna är genomskinliga och nästan helt utan färg, men då de driver ihop i stora mängder blir vattenfärgen ljusbrun eller rosa och ger ett såsigt intryck. Cellen är tämligen stor och rundad.
Cellen har tre utskott, två små och otydliga, varför man tror att de är motsvarigheten till andra dinoflagellaters två rörliga cellutskott. Det tredje utskottet, som är unikt för mareldsflagellaten och kallas tentakel, är randigt och syns tydligare än de andra. Alla cellutskotten finns i en stor och djup fåra på cellens undersida. Med hjälp av tentakeln samlar mareldsflagellaten in föda – som kan vara lika stor som den själv – och för den till cellmunnen längst ner i fåran. Färgade partiklar i cellen är ofta matrester eller små fotosyntetiserande organismer som lever tillsammans med flagellaten.
Mareldsflagellaten erhåller sin stora storlek genom att med vatten pumpa upp sig själv. Den kan påverka sin flytkraft genom att reglera mängden joner och de brukar samlas i vattenytan vid slutet av sin blomning. Det kan bildas tusentals små rörliga förökningskroppar i de stora cellerna.